# Добротворский, Юрий Алексеевич
Юрий Алексеевич Добротворский (14 октября 1890, Кронштадт, Санкт-Петербургская губерния — 5 февраля 1959, Ленинград) — кандидат военно-морских наук (1942), доцент (1939), контр-адмирал (24.03.1944).

## Биография
На военной службе с марта 1903 года, в мае 1909 года окончил Морской корпус. В 1910 году произведен в чин мичмана. Вахтенный нач-к ЭМ «Деятельный» (5.1910—8.1912), мл. минный офицер (9.1913—2.1915), комендант батареи (2—8.1915), минный офицер КР «Рюрик» (8.1915—4.1916), ЭМ «Орфей» (4.1916—10.1917), ком-p ЭМ «Уссуриец» (10—11.1917), ст. минный офицер ЭМ «Орфей» (11.1917—3.1918). Участник 1-й мир. войны. Лейтенант (6.12.1913). Демобилизован. Награды России: орд. Св. Станислава 2 ст. с мечами (1916), Св. Владимира 4 ст. с мечами и бантом (1915), Св. Анны с мечами и бантом (1914), Св. Станислава 3 ст. (1913).
После Октябрьской революции службу продолжил в РККФ. Ст. производитель работ гидрографич. экспедиции УВМС (8—11.1918), красноармеец Петроградского УР (11.1918—7.1920), пом. нач-ка Учебного отряда подводного плавания (7.1920—3.1921), штатный преподаватель (3—12.1921), пом. нач-ка (12.1921—4.1922), нач-к (4.1922—1.1925) курса Уч-ща комсостава флота, преподаватель Специальных курсов командного состава флота (1.1925—1.1931; 7.1931—8.1933). Сотрудник Остехбюро (1925—1930). Репрессирован (1-5.1931). Освобожден и восстановлен в кадрах ВМФ. Преподаватель (8.1933—7.1935), нач-к минного отдела Военно-Морской академии имени К. Е. Ворошилова (7.1935—4.1937). 16 мая 1939 года ему было присвоено звание капитана 1-го ранга и в июле того же года он был назначен исполняющим должность начальника кафедры торпедной стрельбы Военно-морской академии.
Во время Великой Отечественной войны руководил решением проблем, связанных со стрельбой торпедами. Выполнил ряд фундаментальных исследований по теории стрельбы и боевому применению торпед. Составил «Таблицы элементов торпедного треугольника» — одного из основных расчетно-методических документов по торпедной стрельбе. В 1943 году награждён орденом Красной Звезды. 24 марта 1944 года Добротворскому было присвоено звание контр-адмирала. «За подготовку высококвалифицированных офицерских кадров торпедной специальности и научные работы, являющиеся ценным и необходимым вкладом в дело разгрома врага» награждён орденом Отечественной войны I степени. Контр-адмирал Добротворский «за долгосрочную и безупречную службу» был награждён 3 ноября 1944 года орденом Красного Знамени и 21 февраля 1945 года орденом Ленина.
С 1949 года контр-адмирал Добротворский занимал должность начальника кафедры стрельбы и боевого использования торпедного оружия Военно-морской академии кораблестроения и вооружения имени А. Н. Крылова.
С ноября 1956 — в отставке.
Похоронен на Серафимовском кладбище.